# Maude Kegg
Maude Kegg o Naawakamigookwe/Middle of the Earth Lady (Crow Wing, Minnesota, 1904-1996) és una artista i escriptora anishinaabemowin, membre de la banda Mille Lacs, i reconeguda artesana tradicional. Durant els anys 40 treballà per al lingüista John D. Nichols. El 1969 començà a dictar les seves memòries, publicades com a Portage Lake:Memories of a Ojibwe childhood (1986), Gabekanaansing/At the end of the trail (1978) i Nookomis Gaa-INaajimotawid/What My Grandmother Told Me (1990). El 1990 fou honorada pel president George Bush.